# Matt Riddle
Matthew Frederick Riddle (* 14. leden 1986 Allentown, Pensylvánie, USA), známější jako Matt Riddle, je americký profesionální wrestler a bývalý zápasník smíšených bojových umění. Pracuje ve společnosti Major League Wrestling (MLW). Proslavil se působením ve společnostech UFC, WWE a NJPW.

## Život
Mezi lety 2008 až 2014 působil ve společnosti UFC, z těchto let má skore 8 výher a 3 porážky. Po jeho propuštění zápasil několik let v různých wrestlingových společností. V roce 2018 podepsal smlouvu ve společnosti WWE, zde působil nejdříve v show NXT a posléze i v RAW. V září roku 2023 byl propuštěn. V prosinci roku 2023 odešel do MLW. Střídavě se objevuje v několika amerických společnostech.
Má černý pásek v brazilském jiu-jitsu.

## Počítačové hry
Matt Riddle se objevil ve videohrách WWE 2K20, WWE 2K22 a WWE 2K23.

## Úspěchy
- WWE
  - WWE United States Championship (1x)
  - WWE Raw Tag Team Championship (2x) s Randym Ortonem
  - NXT Tag Team Championship (1x) s Petem Dunnem
  - Dusty Rhodes Tag Team Classic (2020) s Petem Dunnem